# Lakeville (Massachusetts)
Pour les articles homonymes, voir Lakeville.
La ville de Lakeville est située dans le comté de Plymouth, dans le Commonwealth du Massachusetts, aux États-Unis. Sa population s’élevait à 10 602 habitants lors du recensement de 2010.

## Démographie